# Postres Tudurí
Postres Tudurí S.L. és una empresa mallorquina de caràcter familiar creada el 1965 per Joan Tudurí Marí i Catalina Borras Cardona a Marratxí. La seva especialitat és la reposteria de caràcter familiar i tradicional, amb ingredients naturals. Començà fabricant flans d'ou i púding d'ensaïmades i actualment distribueix fins a 15 productes. El 2005 van rebre el Premi Francesc de Borja Moll de l'OCB per la capacitat d'industrialització de les postres típiques de les Illes Balears amb la qualitat i la tradició com a insígnia i l'ús constant de la llengua catalana en l'etiquetatge dels productes.